# Henry Allingham
Pour les articles homonymes, voir Allingham.
Henry William Allingham (né le 6 juin 1896 à Londres et mort le 18 juillet 2009) a été l'homme le plus vieux du monde du 19 juin 2009 jusqu'à sa mort, ainsi que le doyen supercentenaire de la Première Guerre mondiale. Il a également été le plus vieux survivant  des Forces armées britanniques. À ce titre, il se rendit chaque année à Saint-Omer (Pas-de-Calais) le 11 novembre, pour se recueillir devant le monument aux morts.
Pendant la guerre, il rejoignit le service aérien de la Royal Navy en septembre 1915, puis la Royal Air Force en avril 1918. Il participa notamment à la bataille du Jutland,.
Le 13 février 2007, il devint le deuxième plus vieux Britannique vivant. Il détint également à cette date le record du plus vieil homme européen et le deuxième plus vieil homme du monde.
Le 19 juin 2009, après la mort de Tomoji Tanabe, doyen de 113 ans, il lui succéda au titre de plus vieil homme du monde.

## Mort

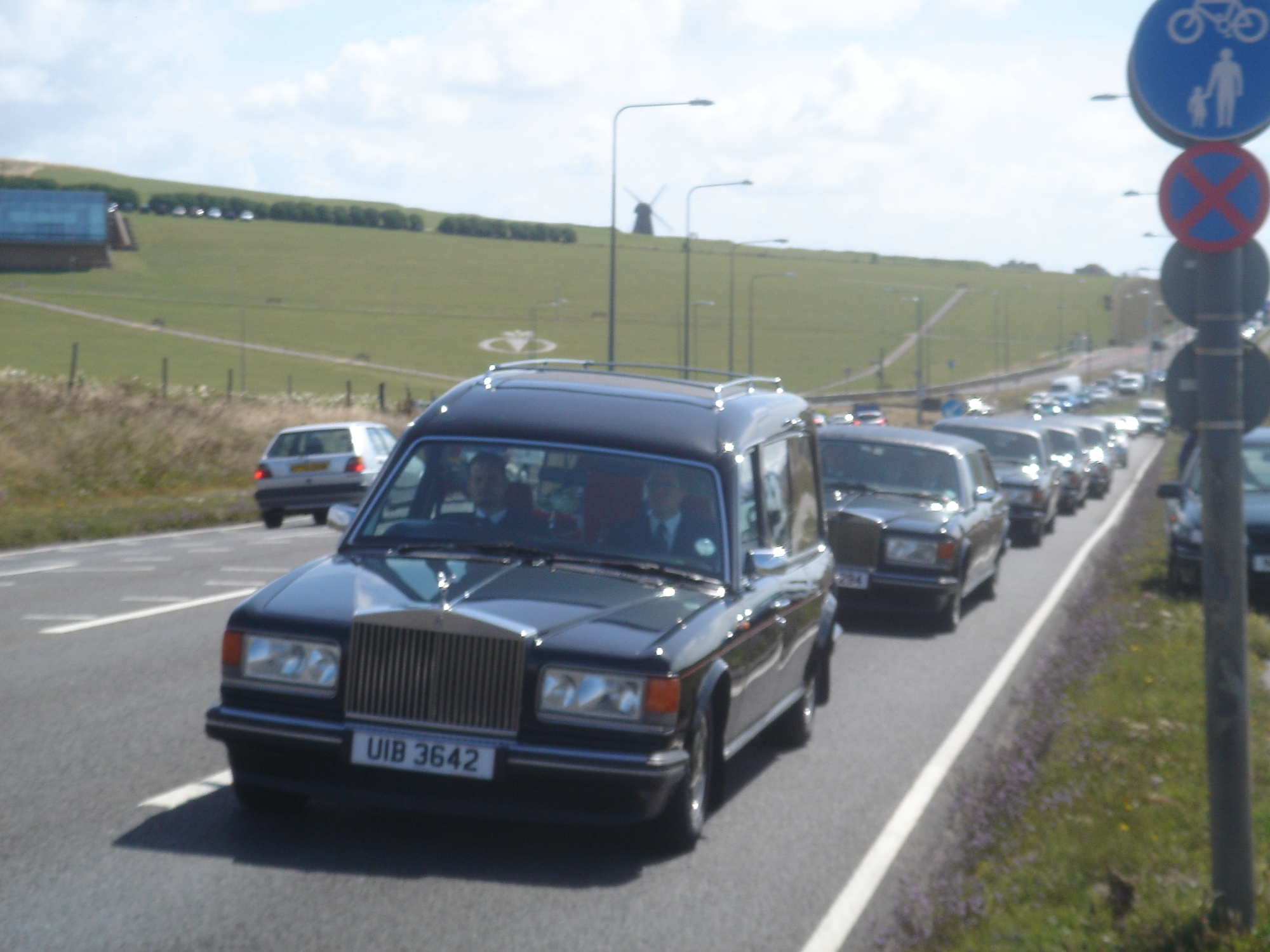
Le cortège funèbre de Henry Allingham quittant St Dunstan's en route vers l'église St Nicholas

Il est mort dans son sommeil le 18 juillet 2009, âgé de 113 ans et 42 jours. À la suite de sa mort, Harry Patch est le dernier vétéran britannique de la Première Guerre mondiale, et Patch mourut une semaine après Allingham.
Il expliquait sa longévité hors norme par « les cigarettes, le whisky et les femmes très, très sauvages ». Son épouse est décédée en 1970.

## Source
- (en) Cet article est partiellement ou en totalité issu de l’article de Wikipédia en anglais intitulé « Henry William Allingham » (voir la liste des auteurs).
- JT France2 - 13/03/2007 - 20 h